# Herinneringsmedaille voor de vanwege hun verzetsdaden gedeporteerde en geïnterneerde verzetsstrijders
De Herinneringsmedaille voor de vanwege hun verzetsdaden gedeporteerde en geïnterneerde verzetsstrijders (Frans: Médaille de la déportation et de l'internement pour faits de Résistance) is een Franse onderscheiding voor de tijdens de Tweede Wereldoorlog gedeporteerde of geïnterneerde verzetsstrijders.
De op 6 augustus 1948 door president Vincent Auriol ingestelde medaille wordt tot de militaire onderscheidingen gerekend.
De Franse regering had in een wet precies omschreven wat deportatie en internering inhield. Deportatie was het overbrengen naar vijandelijk grondgebied waar de gedeporteerde in gevangenis of concentratiekamp was opgesloten. Politieke gevangenschap (internement) werd gedefinieerd als detentie op het Franse grondgebied gedurende ten minste drie maanden. Wanneer de gevangene was ontsnapt, gedood of gemarteld was en wanneer de voorgedragen oud-gedeporteerde of oud-geïnterneerde invalide was geraakt, werd deze termijn buiten beschouwing gelaten.
De gerechtigden waren die gedurende de Tweede Wereldoorlog gedeporteerden en geïnterneerden (déportés-résistants) die voldeden aan de eisen die het statut de résistants aan de verzetsstrijders had gesteld. Vervolgde niet-verzetsstrijders kwamen voor andere onderscheidingen zoals de Herinneringsmedaille van de Gedeporteerden en de Politieke Gevangenen in aanmerking.
Op 6 januari 1955 werd de kring der gerechtigden uitgebreid met de tijdens de Eerste Wereldoorlog door de Duitse bezetter opgesloten politieke gevangenen en naar Duitsland gedeporteerde verzetsstrijders. Op het lint kan een gesp worden gedragen met de reden waarvoor deze medaille werd toegekend. De Franse regering heeft tienduizenden van deze door de beeldhouwer René Iché ontworpen medailles laten uitreiken. Hij won de competitie waarin werd beslist wie de medaille mocht ontwerpen. Daarin werden alleen deelnemers met een verzetsverleden toegelaten. Het idee voor het vuur achter de gebonden handen op de voorzijde van de medaille is van Germaine Tillion.
Na 1 januari 1967 werden voordrachten niet meer in behandeling genomen. Op 31 januari 1985 waren er 74.864 cartes de Déporté Résistant uitgereikt. De dragers mochten zich Interné Résistant noemen.
Fransen die onvrijwillig in Duitsland waren tewerkgesteld als Arbeitseinsatz, kwamen na een onderzoek in aanmerking voor deze medaille wanneer zij na verzetsdaden alsnog in een concentratiekamp of gevangenis werden opgesloten. Zij die vrijwillig werk in Duitsland hadden aangenomen, maar wegens hun verzet toch in een concentratiekamp of gevangenis werden opgesloten, kwamen ook voor de medaille in aanmerking. Zij moesten daarvoor wel een bijzonder verzoek indienen bij de Minister van Oud-strijders en Oorlogsslachtoffers.
De medaille werd ook postuum uitgereikt. De levenden kwamen in aanmerking voor toekenning van de Militaire Medaille en zelfs voor het Legioen van Eer. Voor beide decoraties werd ieder jaar uit de rijen van de dragers een contingent benoemd. Bij beide onderscheidingen worden vaste aantallen benoemingen gedaan en zo werden de gedeporteerde en geïnterneerde voormalige verzetsstrijders niet vergeten.

## De medaille
De vijfhoekige bronzen medaille werd door beide categorieën gedragen. Alleen het lint was verschillend. Op de voorzijde zijn twee gebonden handen afgebeeld met daarachter een vuur. Op de keerzijde staat boven een klein kruis van Lotharingen "REPUBLIQUE FRANCAISE" en "MEDAILLE de la DEPORTATION et de L’INTERNEMENT pour faits de RESISTANCE".
De medaille wordt aan een zijden lint op de linkerborst gedragen. Voor de gedeporteerden is het witte lint van vier verticale blauwe strepen en een rode bies voorzien. Zij dragen op het lint een vierkante gesp met het woord "DÉPORTÉ". Ook gespen aangevuld met de jaartallen 1914-1918 en 1939-1945 zijn toegestaan.
Voor de geïnterneerden is het witte lint van vier diagonale blauwe strepen en een rode bies voorzien. Zij dragen op het lint een vierkante gesp met het woord "INTERNÉ". Ook gespen aangevuld met de jaartallen 1914-1918 en 1939-1945 zijn toegestaan.
De medailles worden ook zonder de gespen gezien.
De medaille wordt met een onbeweeglijke beugel die aansluit op de op de medaille afgebeelde ketenen aan het lint gehangen. Het lint lijkt op dat van de ook verder verwante, maar ronde Herinneringsmedaille van de Gedeporteerden en de Politieke Gevangenen. Hier zijn de biezen van de medaille rood waar zij bij de medaille voor de vervolgde niet-verzetsmensen oranje zijn.

## Protocol
Wanneer men op uniformen geen modelversierselen draagt is een kleine rechthoekige baton in de kleuren van het lint voorgeschreven. De medaille wordt ook als miniatuur gedragen op bijvoorbeeld een rokkostuum.

## Gespen
- "DÉPORTÉ".
- "DÉPORTÉ 1914-1918"
- "DÉPORTÉ 1939-1945"
- "INTERNÉ"
- "INTERNÉ 1914-1918".
- "INTERNÉ 1939-1945".